# Вільярдесьєрвос
Вільярдесьєрвос (ісп. Villardeciervos) — муніципалітет в Іспанії, у складі автономної спільноти Кастилія-і-Леон, у провінції Самора. Населення — 479 осіб (2010).
Муніципалітет розташований на відстані близько 270 км на північний захід від Мадрида, 65 км на північний захід від Самори.
На території муніципалітету розташовані такі населені пункти: (дані про населення за 2010 рік)
- Сіональ: 57 осіб
- Вільярдесьєрвос: 422 особи

## Демографія
Динаміка населення (INE ):